# سیارک ۷۶۹۵
سیارک ۷۶۹۵ (به انگلیسی: 7695 Premysl، نامگذاری:1984WA1) هفت هزار و ششصد و نود و پنجمین سیارک کشف شده‌است که در ۲۷ نوامبر ۱۹۸۴ کشف شد.
قدر مطلق سیارک برابر ۱۴٫۰۰ است.